# Dobrovítov
Dobrovítov (en allemand : Dobrowitow) est une commune du district de Kutná Hora, dans la région de Bohême-Centrale, en République tchèque. Sa population s'élevait à 108 habitants en 2020.

## Géographie
Dobrovítov se trouve à 12 km à l'ouest-sud-ouest de Golčův Jeníkov, à 19 km au sud-sud-est de Kutná Hora et à 72 km à l'est-sud-est de Prague.
La commune est limitée par Petrovice I à l'ouest et au nord, par Zbýšov et Čejkovice à l'est, par Číhošť au sud, et par Třebětín à l'ouest.

## Histoire
La première mention écrite de la localité date de 1352.

## Administration
La commune se compose de deux quartiers :
- Dobrovítov
- Dědice